# Elisa Cabrerizo Medina
Elisa María Cabrerizo Medina (Lanteira, 27 de julio de 1961) es una médica y antropóloga forense española.

## Biografía
Su infancia y primera juventud transcurrieron entre Lanteira, al norte de Sierra Nevada, y Guadix, donde estudió interna en el colegio de monjas. Su padre y su madre se dedicaron principalmente la agricultura, la vaquería, la venta de materiales para la construcción, o la administración de la cámara agraria local, con lo cual, las actividades agropecuarias fueron una constante en su círculo familiar. En 1985 se licenció en Medicina y Cirugía por la Universidad de Granada.

### Trayectoria profesional
Durante más de 30 años, y hasta su jubilación, trabajó como funcionaria pública de la Administración de Justicia en el campo de la medicina forense; fue jefa del Servicio de Patología Forense en el Instituto de Medicina Legal y Ciencias Forenses de Granada.
Entre sus trabajos y colaboraciones se encuentran congresos y simposios en el ámbito de la psiquiatría, las I Jornadas de Actualización de Documentos Médico-Legales, los procesos de inflamación y reparación de las lesiones, o su participación como especialista en la identificación de personas muertas en el mar. Las diferentes investigaciones que ha llevado a cabo abarcan los ámbitos de la medicina, la antropología y la biodiversidad humana, especialmente en el campo de las causas de mortandad en la Granada del siglo XVII, de los siglos XIX y XX, sobre el cólera del siglo XIX en esta ciudad, o por ejemplo, trabajos relacionados con la adaptación humana al medio.

### Trayectoria social y política
En mayo de 2024 fue galardonada con el premio Granadinas por la Libertad, reconocimiento de la subdelegación del Gobierno por su participación y colaboración desde hace décadas en acciones y en movimientos sociales en favor de los derechos humanos, su promoción y protección y, en especial, hacia los habitantes de la ciudad de Granada, fundamentalmente en relación con las personas sin hogar y las personas inmigrantes, a través de la Asociación Primero Vivienda de Granada y Amani, respectivamente.
Por otro lado, en 2019 formó parte de la candidatura de Podemos-Alianza Verde- Independientes para la alcaldía de Granada, y fue elegida concejala, cargo que desempeñó durante cuatro años, junto al de primera portavoz suplente, siendo especialmente activa en el Círculo de Derechos Humanos de Podemos.

### Proyecto de Cuelgamuros
El Proyecto de Cuelgamuros, del que Elisa forma parte en su comité investigador, tiene como objetivo final la entrega de los restos óseos de aquellas personas represaliadas de la guerra civil y la Dictadura franquista que se encontraban en fosas comunes y que fueron trasladadas al Valle de Cuelgamuros desde su inhumación original. El trabajo que Elisa lleva a cabo consiste en la exhumación de restos y su identificación, estudio de objetos, lesiones de los sujetos, perfil biológico, patologías y temporalización de las lesiones. Con este material se confeccionan fichas antropológicas a las que se añaden un registro fotográfico y un estudio radiográfico, finalizando con una toma de muestras entre el familiar más idóneo para el estudio genético, con el fin de entregar los restos a sus familiares.